# Lê Thị Thanh Nhàn
Lê Thị Thanh Nhàn est une mathématicienne vietnamienne née en 1970. Elle est professeure agrégée de mathématiques et vice-rectrice du Collège de la Science à l'Université Thái Nguyên. Ses recherches portent sur les domaines de l'algèbre commutative et la géométrie algébrique.

## Biographie
Le père de Lê est un soldat, qui est mort quand elle était jeune, et sa mère est institutrice. Elle est née en Thừa Thiên–Huế, et a grandi à Thái Nguyên au milieu de cinq enfants dans une famille pauvre.
Ambitionnant de devenir enseignante elle-même, elle étudie les mathématiques au Thái Nguyên College of Education, de 1986 à 1990, où elle obtient son baccalauréat, puis son diplôme pour devenir maître de conférences en mathématiques dans cette institution. Elle continue ses études à l'Université d'éducation de Hanoi, avec à la clé un master en 1995, puis à l'Institut de Mathématiques de l'Académie vietnamienne des Sciences et de la Technologie, où elle obtient  son Ph. D. en 2001, sous la supervision conjointe du professeur Nguyen Tu Cuong et de Marcel Morales de l'Université Joseph Fourier avec une thèse intitulée On Structure of Certain Classes of Linearly Compact Modules.
Elle quitte le Collège d'Éducation pour le College of Science en 2002 et a été promue professeure agrégée en 2005, devenant ainsi le plus jeune mathématicien au Vietnam avec ce grade. Elle a également été associée avec le Centre international de physique théorique en Italie en tant que  membre junior associée de 2002 à 2007 et membre régulier associée de 2009 à 2014,. En 2009, elle devient vice-recteur.

## Prix et distinctions
En 2011, elle est l'une des deux lauréates du prix Kovalevskaïa, un prix annuel pour la promotion des femmes dans les sciences, au Vietnam,,,. Le prix est nommé d'après la mathématicienne russe Sofia Kovalevskaïa.